# Суринск
Суринск — село в Шигонском районе Самарской области России. Административный центр сельского поселения Суринск.

## География
Находится на расстоянии примерно 18 километров по прямой на север-северо-запад от районного центра села Шигоны.

## История
В 1784 году в селе была построена деревянная Троицкая церковь, в 1912 новая каменная (разрушена в 1958 году).

## Население
| 2010 |
| ---- |
| 952  |

Постоянное население составляло 860 человек (русские 87 %) в 2002 году, 952 в 2010 году.

## Инфраструктура
Личное подсобное хозяйство с зоной сельскохозяйственного использования, индивидуальная застройка усадебного типа.
Электрическая подстанция Суринская. Суринский сельский дом культуры.

## Достопримечательности
Обелиск защитникам Отечества находится в парковой зоне села.
Церковь Троицы Живоначальной.

## Транспорт
Остановка общественного транспорта «Суринск» находится в центре села.